# Paradocus albovittatus
Paradocus albovittatus là một loài bọ cánh cứng trong họ Cerambycidae.